# Yūkichi Ishii
Yūkichi Ishii (* 11. Juni 2002 in Yachiyo) ist ein japanischer Mittelstreckenläufer, der sich auf den 800-Meter-Lauf spezialisiert hat.

## Sportliche Laufbahn
Erste internationale Erfahrungen sammelte Yūkichi Ishii, der an der Studium an der Pennsylvania State University in den Vereinigten Staaten absolvierte, bei den Leichtathletik-Hallenweltmeisterschaften 2025 in Nanjing, bei denen er mit 1:48,86 min in der ersten Runde über 800 Meter ausschied. Zuvor verbesserte er in State College den japanischen Hallenrekord auf 1:46,41 min. Ende Mai belegte er bei den Asienmeisterschaften in Gumi in 1:46,74 min den vierten Platz.

## Persönliche Bestzeiten
- 800 Meter: 1:46,22 s, 24. Mai 2024 in Lexington
  - 800 Meter (Halle): 1:46,41 min, 21. Februar 2025 in State College (japanischer Rekord)